# 請願
請願（せいがん）とは、権威・決定権を持つ存在に対して希望を述べること、特に、請願法などの規定に基づき国や地方公共団体に意見・要望を提出することを指す。
後者の請願については、日本国憲法第16条で請願権を定めており、請願権の行使に関する基本的な考え方を規定した法律として1947年（昭和22年）に請願法が成立した。請願法のほか、国会に対するものは国会法、地方議会に対するものは地方自治法に請願に関する規定が置かれている。

## 請願の形式
請願法では、請願は氏名及び住所を記載した文書を官公署に提出しなければならないとし、文書主義を採っている。また、国会、地方議会に対する請願は、議員の紹介を必要とする。
国会に対する請願の状況は公表されており、2024年の第213回国会で衆議院に提出された請願件数は3,381件、このうち490件の請願が採択されている。国会で採択した請願のうち、内閣で措置することが適当と認められたものは､ 内閣に送付され、その処理の経過が内閣から国会に報告される。
イギリス、ドイツなどでも日本の請願と同様の形式をとる制度がある。

## 陳情
請願に類似、または内包される行為として陳情（ちんじょう）がある。日本の国会では、議員の紹介がない請願を陳情書として受理し、委員会審議の参考として取り扱われることとされている。
地方議会でも国会と同様の取扱いとしているところがあり、東京都議会の場合は、形式等が請願に適合していると議長が判断した場合は、陳情を請願に準じて取り扱う。横浜市会の場合、請願は委員会での審査を経て本会議で採択・不採択を決定する一方、陳情は議会側に意見書の提出を求めるものについては常任委員会で審議した後、結果を本会議に報告し、それ以外の行政への要望等は議長から市長へ回答を求める、というように取り扱いが変わる。芦屋市議会の場合、請願はどんな内容でも形式が整っていれば、委員会での審査を経て本会議で採決にかけ、請願者が希望すれば委員会で口頭陳述（趣旨説明）を行うことが可能である一方、陳情は明らかに実現性のないものなどについては、委員会に諮らないことがあるとしている。なお、提出者の意思を確認せず、陳情書を請願書に書き換えて提出した議員が、「社会正義に反する行為」などとして議会から辞職勧告決議を受けた例がある。
より広範な政治用語として、国などの行政機関や議員に対しての働きかけ、ロビー活動を指して陳情ということがあり、これを通じて補助金などの予算の獲得や公共工事の誘導を図ることは、陳情行政・陳情政治と称される。

## 嘆願
請願の類義語であり、前述の陳情に際し、陳情書のほか、嘆願書と表現することもある。
請願法などに基づく請願とは異なる用法として、訴訟用語としての嘆願がある。量刑考慮のための科刑意見の一種として減刑嘆願、厳罰嘆願などの用語が用いられている。

## その他の用例
- 拘留受刑者や未決拘禁者が本人の希望により刑務作業に従事することを請願作業という[13]。
- 地元の要請により設置された鉄道の駅を請願駅という[14]。

## 関連文献
- 中島正郎 『請願・陳情ガイドブック』 ぎょうせい、1992年。